# Орто-Суу (Джалал-Абадская область)
Орто-Суу (кирг. Орто-Суу) — село в Ала-Букинском районе Джалал-Абадской области Кыргызстана. Входит в состав Кёк-Ташского айылного аймака.

## География
Село расположено в юго-западной части области, на берегах реки Ортосу (левый приток реки Гавасай), вблизи государственной границы с Узбекистаном, на расстоянии приблизительно 43 километров (по прямой) к юго-западу от села Ала-Бука, административного центра района. Абсолютная высота — 1568 метров над уровнем моря.

## Население
Согласно оценочным данным Национального статистического комитета Кыргызской Республики, численность населения села на начало 2023 года составляла 624 человека.
| год     | 2009 | 2014 | 2015 | 2020 | 2021 | 2023 |
| ------- | ---- | ---- | ---- | ---- | ---- | ---- |
| человек | 516  | 736  | 721  | 779  | 778  | 624  |